# Национальная исключительность
Национальная исключительность — идеология, утверждающая, что культурные и этнические отличия одной нации делают её не подверженной историческим воздействиям, влияющим на другие нации, декларация и пропаганда национального превосходства и так далее. Относится к признакам национализма.
Поиски «особого пути», обоснование своей исключительности характерны для разных стран и наций в периоды формирования национально-государственной идентичности, или перед ними возникает задача осуществления масштабной модернизации социально-экономической и политической жизни и самоутверждения на мировой арене.
Менее радикальный вариант мессианизма — идея всемирности, всечеловечности — также имела полпулярность популярна у многих других народов, которые пытались момент утвердиться на мировой арене: Фихте — в Германии, Мишле — во Франции. Не меньшую популярность имел и концепт того или иного этноса в качестве «молодого народа», который призван обновить человечество. Об этом много сказано, например, в учениях немецких философа Фридриха Ницше и геополитика Карла Хаусхофера.
Мессианизм присущ практически любому христианскому народу, претендовавшему на видную роль в мировой политике. Так, идею «Третьего Рима», основанная на концепции «переноса империи» (translatio imperii), активно применяли для легитимации притязаний различных европейских монархий на преемственность по отношению к Византии. Так, в XIV веке сербский царь Стефан Душан и болгарский царь Иван Александр, обладавшие родственными связями с византийской династией, объявляли, что они являются наследниками Рима. Французы стремились не отставать от своих соперников в части мессианизма. Один из французских политических трактатов XV века объявлял: «Франция — наследница Рима, и другой империи никогда более не бывать». Эта идея близка к идее русской геополитическо-религиозной доктрины Москвы как третьего Рима, появившейся примерно в то же время. Вслед за французами португальские мессианисты XVII века называли свою страну последней тысячелетней Пятой империей. В Англии XVI—XVIII веков большую популярность имела много раз переизданная «Книга мучеников» Джона Фоукса, утверждавшей, что англичане есть избранный народ, предназначенный восстановить религиозную истину и единство христианского мира.
Дебора Мадсен возводит истоки идеологии ко временам Тюдоров, когда Джон Фокс в своей «Книге мучеников» объяснял причины разрыва с католической церковью (в Акте о престолонаследии) незаконной узурпацией папством верховенства в единой церкви. С этой точки зрения, английская церковь просто восстанавливала традиционное единство духовной и светской власти, прерванное Римом; действия Елизаветы Тюдор были кульминацией исторической тенденции, действий Бога через Провидение, для возвращения истинной Церкви в виде англиканства.
В глазах пуритан, Елизавета была защитницей истинной церкви и противником римского Антихриста, она была самой церковью. Согласно пуританской историографии, Бог через провидение помогает церкви избранных, а церковь является агентом Бога, действующего во спасение; история воспринимается как конфликт между Христом и Антихристом, в тюдоровские времена воплощённых в виде церкви избранных и папства. Именно в елизаветинский период вера в то, что Англия является новым Израилем, а англичане — избранным Богом народом, получила широкое распространение благодаря книге Фокса.
Колонисты Массачусетса привезли с собой этот «апокалиптический национализм» в Новую Англию. Идеи мессианизма прочно закрепились в американской политической культуре, где они развивались в доктрину «американской исключительности». Эта доктрина восходит к пуританской политической мысли США, которая оправдывала сопротивление американских колоний британской короне.
Бердяев противопоставлял мессианскую идею и национальную исключительность. Цитируя Достоевского,

Всякий великий народ верит и должен верить, если только хочет быть долго жив, что в нём-то, и только в нём одном, и заключается спасение мира, что живёт он на то, чтоб стоять во главе народов, приобщить их всех к себе воедино и вести их, в согласном хоре, к окончательной цели, всем им предназначенной.

Бердяев утверждает, что «мессианизм не есть национализм», он претендует на нечто «неизмеримо большее».
По современному мнению Русской православной церкви, национальная исключительность является греховным явлением: «[п]равославной этике противоречит деление народов на лучшие и худшие».